# سیدل (دهانه)
سیدل یک دهانه برخوردی در ماه‌ است.

## دهانه‌های اقماری
این دهانه ۳ دهانه اقماری دارد.
| Seidel | عرض جغرافیایی | طول جغرافیایی | قطر          |
| ------ | ------------- | ------------- | ------------ |
| U      | ۳۲.۵° S       | ۱۵۰.۲° E      | ۳۳.۰ کیلومتر |
| J      | ۳۳.۵° S       | ۱۵۲.۸° E      | ۱۹.۰ کیلومتر |
| M      | ۳۵.۳° S       | ۱۵۲.۰° E      | ۲۸.۰ کیلومتر |